# Теса Деър
Теса Деър (на английски: Tessa Dare) е американска писателка на бестселъри в жанра исторически любовен роман.

## Биография и творчество
Теса Деър е родена в САЩ. Израства в Средния Запад, където семейството ѝ се живее на различни места. От малка е страстен библиоман. Завършва библиотечно дело и след дипломирането си работи като доброволец библиотекар във Филипините. Омъжва се за филипинец и има две деца.
Първоначално пише за собствено удоволствие фензини в стила на Джейн Остин под псевдонима Vangie. След това участва през 2006 г. в литературния конкурс на издателство „Авон“ и печели с разказа си „Не ме забравяй“ (Forget Me Not). Конкурсът ѝ дава увереност и тласък в писателската кариера.
Първият ѝ любовен роман „Богинята на лова“ (Goddess of the Hunt) от поредицата „Тоби и Изабел“ е публикуван през 2009 г. Той е удостоен с наградата на списание Romantic Times за най-добър исторически любовен роман и я прави известна.
През 2011 г. е издаден романът ѝ „Сладко поражение“ от поредицата „Спиндъл Коув“. Той е удостоен с престижната награда РИТА за най-добър исторически любовен роман.
Награда РИТА получава и романът ѝ „Слепият херцог“ от поредицата „Спиндъл Коув“.
Произведенията на писателката са характерни със своето остроумие, чувственост и завладяващ хумор. Те често са в списъците на бестселърите и са удостоени с различни награди.
Теса Деър живее със семейството си в Южна Калифорния.

## Произведения

### Поредица „Тоби и Изабел“ (Toby and Isabel)
1. Goddess of the Hunt (2009)
2. Surrender of a Siren (2009)
3. A Lady of Persuasion (2009)

### Поредица „Клуб Стуб“ (Stud Club)
1. One Dance with a Duke (2010)
2. Twice Tempted by a Rogue (2010)
3. Three Nights with a Scoundrel (2010)

### Поредица „Спиндъл Коув“ (Spindle Cove)
1. A Night to Surrender (2011) – награда РИТА
Сладко поражение, изд.: ИК „Ибис“, София (2016), изд. СББ Медиа (2020), прев. Юлиана Петрова
2. A Week to Be Wicked (2012)
3. A Lady by Midnight (2012)
4. Any Duchess Will Do (2013)
5. Do You Want to Start a Scandal (2016)

новели към серията
- Once Upon a Winter's Eve (2011)
- Beauty and the Blacksmith (2013)
- Lord Dashwood Missed Out (2015)

### Поредица „Легендата на Уерстаг“ (Castles Ever After)
1. Romancing the Duke (2014) – награда РИТА
Слепият херцог, изд. „Егмонт България“, София (2016), прев. Кристина Георгиева
2. Say Yes to the Marquess (2014)
3. When a Scot Ties the Knot (2015)
4. Do You Want to Start a Scandal (2016)
5. The Duchess Deal (2017)

### Новели
- The Legend of the Werestag (2009) – издаден и като How to Catch a Wild Viscount
- The Scandalous, Dissolute, No-Good Mr. Wright (2012)

### Разкази
- Forget Me Not (2006)
- The Perks of Seducing a Wallflower (2012)